# Apolonia Sokol
Apolonia Sokol (født 1988 i Paris, Frankrig) er en polsk-fransk billedkunstner. 
Sokols mor flygtede fra det kommunistiske styre i Polen og mødte hendes far i Paris. De åbnede et teater sammen i et af Paris' arbejderkvarterer, hvilket blev Sokols hjem i en stor del af hendes barndom. Teateret var mødested for kunstnere, poeter og aktivister, hvilket har sat sine spor i Sokols kunstpraksis. Da Sokol var otte blev hendes forældre skilt, og sammen med sin mor flyttede hun til Danmark. Efter ti år i Danmark flyttede Sokol tilbage til Paris og blev i 2015 færdiguddannet fra École Nationale Supérieure des Beaux-Arts. 
Sokol er især kendt for sine portrætmalerier. I modsætning til traditionelle og klassiske portrætmalerier, maler Sokol ikke magtfulde personligheder, men nærmere kunstnere, aktivister og minoriteter på kanten af samfundet. De portrætterede er ofte Sokols venner eller familiemedlemmer. Sokol maler også selvportrætter, hvilket kan ses i værket Me After Another Abortion. Sokols praksis beskæftiger sig især med feministiske budskaber, og tager kritisk stilling til racisme, transfobi og kvindehad. Hendes værker trækker ofte tråde til kunsthistoriske værker, såsom Le Printemps, der er en reference til Botticellis La Primavera. 
I 2022 udkom dokumentarfilmen Apolonia, Apolonia af Lea Glob, der følger Sokols kunstneriske udvikling hen over 13 år. Efter filmens udgivelse har Sokol nået større anerkendelse, især i Danmark.  I 2023-2024 åbnede hun sin første større soloudstilling i Danmark på Arken.